# 长叶火绒草
长叶火绒草（学名：Leontopodium longifolium）为菊科火绒草属的植物。分布于克什米尔地区以及中国大陆的河北、東部、内蒙古、陕西、青海、西藏、甘肃、四川等地，生长于海拔1,500米至4,800米的地区，多生于亚高山的湿润草地、灌丛、洼地、高山以及岩石上，目前尚未由人工引种栽培。

## 别名
兔耳子草（山西）

## 异名
- Leontopodium longifolium Ling f. angustifolium Ling